# Ширяєвський (Іловлінський район)
Ширяєвський (рос. Ширяевский) — хутір у Іловлінському районі Волгоградської області Російської Федерації.
Населення становить 855  осіб. Входить до складу муніципального утворення Ширяєвське сільське поселення.

## Історія
Хутір розташований у межах українського історичного та культурного регіону Жовтий Клин.
Від 1965 року належить до Іловлінського району.

## Населення
| 1914 | 2010 |
| ---- | ---- |
| 3449 | ↘855 |